# Sayō
Sayō (jap. 佐用町 Sayō-chō) – miasto w Japonii, na wyspie Honsiu, w prefekturze Hyōgo. Według danych na rok 2020 miejscowość zamieszkiwało 15 863 mieszkańców , a gęstość zaludnienia wyniosła 51,6 os./km².